# American Academy in Rome
L'American Academy in Rome est une institution artistique américaine située sur le Janicule, à Rome.

## Histoire
L'American Academy in Rome est créée en 1913 par Charles Follen McKim, avec l'aide de Richard Morris Hunt, de la fusion de l′American School of Architecture, fondée en 1894 par Andrew Carnegie, John Pierpont Morgan, John Davison Rockefeller Junior, William Kissam Vanderbilt et Henry Clay Frick, et de l′American School of Classical Studies in Rome, fondée en 1895 par l'Archaeological Institute of America.
Elle est destinée à l'accueil en résidence pour une période donnée des lauréats du prix de Rome américain ou Rome Prize.

## Bâtiments
L'American Academy est composée de plusieurs bâtiments, le bâtiment principal a été construit de 1912 à 1914 par McKim, Mead and White, dans la cour une fontaine est l'œuvre du sculpteur Paul Manship, l'architecte de la bibliothèque, the Barbara Goldsmith Rare Book Room, est Michael Graves.
L'American Academy est également propriétaire de la villa Aurelia, construite pour le cardinal Girolamo Farnese vers 1650.